# Kieback&Peter
Die Kieback&Peter GmbH & Co. KG ist ein international tätiges Familienunternehmen mit Sitz in Berlin, welches auf die Entwicklung und Herstellung von Geräten und Systemen für raum- und gebäudetechnische sowie industrielle Anwendungen und deren Vernetzung in der Gebäudeautomation und im Gebäudemanagement spezialisiert ist.

## Geschichte
Das Unternehmen wurde 1927 von Erich Kieback und Paul Peter zur Herstellung selbsttätiger Regler für Hochtemperaturöfen gegründet. Es wurden mehrere Produkte patentiert. Als die ersten Produktionsräume in Berlin-Lichtenberg zu klein wurden, zogen sie in ein Fabrikgebäude in der Neuköllner Jahnstraße.
Zunehmend wurde das erworbene Wissen auch auf Wohn- und Gewerbebauten angewandt. In diesem Zuge wurden Raumthermostate, Antriebe und Außen- und Vorlauftemperaturfühler produziert. Ab den 1980er-Jahren entwickelte das Unternehmen zunehmend digitale Regelsysteme, im darauffolgenden Jahrzehnt folgte der Mehrkreis-Regel-Prozessor (MRP). Dabei lag der Fokus bereits auf einfacher und intuitiver Bedienung und erhöhtem Komfort. Zu den bekanntesten Objekten, welche mit Technologien von Kieback&Peter ausgerüstet wurden, zählen u. a. das Reichstagsgebäude, der Cube Berlin oder der Pariser Eiffelturm.

## Unternehmensstruktur
Der Unternehmenssitz liegt in Berlin, international werden 50 Standorte betrieben. Die meisten sind in Europa beheimatet, weitere im Nahen und Mittleren Osten sowie in der Volksrepublik China. Die Produktion der Hardware findet am deutschen Standort Mittenwalde statt. Im Jahr 2022 beschäftigte Kieback&Peter insgesamt 1567 Mitarbeiter und erwirtschaftete einen Umsatz von über 226 Mio. Euro. Das Unternehmen wird von den Geschäftsführern Christoph Paul Ritzkat und Jan Wiechmann geleitet.

## Produkte
Das Angebot umfasst über 1300 Produkte und digitale Dienstleistungen rund um die Gebäudeautomation für verschiedene Anforderungen; dabei sind die Systeme flexibel und skalierbar. Das Produktportfolio ist in folgende Hauptbereiche gegliedert:
- Software für Energie- und Gebäudemanagement
- Controller  mit Gateways, I/O-Module und Automationsstationen sowie Raumregler für Raumautomation
- Innovative Produkte für den automatisierten Brandschutz
- Aktoren z. B. verschiedene Dreh- und Kleinstellantriebe
- Sensoren z. B. diverse Messwertgeber und Raumbediengeräte
- Lösungen für den Betrieb von Immobilien als Smart Buildings, z. B. durch Gebäude- und Raumautomation sowie durch Brandschutz

## Sponsoring und Nachhaltigkeit
Kieback&Peter ist seit 2023 Hauptsponsor des Handball-Bundesligisten der Männer, Füchse Berlin. Seit 2024 ist Kieback&Peter außerdem Sponsor der Frauenhandballmannschaft der Füchse Berlin, der Spreefüxxe Berlin. Seit der Saison 2024/25 ist Kieback&Peter sogenannter Klimapartner des Fußball-Bundesligisten VfL Wolfsburg und soll in diesem Zuge das Stadion des Vereins umweltfreundlicher gestalten. Des Weiteren sponsert Kieback&Peter den Eishockeyverein Kassel Huskies und das Gewandhaus Leipzig.
Das Unternehmen betreibt das Projekt „Für ein besseres Klima in Neuköllns Schulen“, bei dem Neuköllner Schulen mit Gebäudetechnologie und CO2-Sensoren ausgestattet werden, die den unnötigen Ausstoß von CO2 verhindern sollen. Im August 2021 wurde hierzu ein Kooperationsvertrag mit dem Bezirksamt Neukölln unterzeichnet.

## Auszeichnungen (Auswahl)
- 2023: UX Design Award für die lokale Vorrangbedienung von Kieback&Peter[23]
- 2022: Employer of Choice 2022[24]
- 2021: TOP 100 Qualitätssiegel[25]
- 2019: Die Top-20: Mittelstand in Berlin und Brandenburg[26]
- 2019: Made in Germany-Siegel, im Rahmen einer Studie durchgeführt vom Stern mit dem HWWi und dem Institut für Management- und Wirtschaftsforschung[13]
- 2018: German Design Award für die Software Qanteon[9]
- 2016: Energieeffizienzpreis Brandenburg für die Stadt Prenzlau mit Technologie von Kieback&Peter[27]
- 2016: UX Design Award für die Software Qanteon, verliehen durch das Internationale Design Zentrum Berlin[28]